# Distretto di Itoshima
Il distretto di Itoshima (糸島郡, Itoshima-gun?) era uno dei distretti della prefettura di Fukuoka, in Giappone.
Facevano parte del distretto i comuni di Shima e Nijō. Il 1º gennaio 2010, i due comuni si sono fusi con la città di Maebaru per formare la nuova città di Itoshima. A seguito di tale fusione, il distretto è stato soppresso.
| Controllo di autorità | VIAF (EN) 256607644 · NDL (EN, JA) 00636070 |